# Associazione laicale
In diritto canonico per associazione laicale si intende una aggregazione di fedeli che come stabilisce il canone 299 possono liberamente unirsi per attività indirizzate all'incremento di una vita più perfetta, o alla promozione del culto pubblico o della dottrina cristiana, o ad altre opere di apostolato, quali sono iniziative di evangelizzazione, esercizio di opere di pietà o di carità, animazione dell'ordine temporale mediante lo spirito cristiano.
Fra le diverse forma di aggregazione riconosciute dalla Chiesa cattolica col termine di associazioni "si indicano le aggregazioni che hanno una struttura organica ed istituzionalmente caratterizzata quanto alla composizione degli organi direttivi e all' adesione dei membri".
Come affermato da Christifideles Laici simile istituto, sotto varie denominazioni, è stata una costante nella vita della chiesa. Ai tempi della liquidazione dell'asse ecclesiastico furono sottratte alla soppressione degli enti ecclesiastici. Nella fase contemporanea ha avuto un particolare sviluppo.
((Giovanni Paolo II, Christifideles Laici 29))

## Associazioni laicali nei secoli
Le associazioni laicali ebbero un ruolo nel medioevo nel suscitare una spiritualità poi incanalate negli Ordini Mendicanti. Nel Cinquecento la necessità di una Riforma della chiesa, persino prima il Concilio di Trento sorsero le confraternite, gli oratori, le congregazione mariane. Nella seconda metà dell'Ottocento Federico Ozanam, fonda conferenze vincenziane, Vincenzo Pallotti l'apostolato cattolico, Adolph Kolping, l'apostolato sociale per non citare che solo alcune delle tante esperienze associative nate in quel periodo e che confluiranno nel movimento cattolico con finalità sociali, fortemente

## Associazioni internazionali laicali di fedeli
Il pontificio Consiglio per i laici ha nel 2004 emesso un documento che riepiloga il pensiero della Chiesa sull'argomento ed ha elencato le 122 associazioni laicali che hanno avuto un riconoscimento a livello internazionale

## Discernimento spirituale
La teologia pastorale si occupa anche del discernimento spirituale delle realtà ecclesiali, identificando quelle fedeli a Cristo e da assecondare rispetto a quelle che non sono tali.
In base alla sua esperienza pastorale, il cardinale Giacomo Biffi ha elencato i seguenti criteri di discernimento::
1. hanno presunzione di verità quelle aggregazioni che possiedono una marcata distinzione tra il bene e il male, ripudiando ogni loro commistione;
2. riconoscono che Gesù Cristo è vivo, signore, Salvatore del mondo e dalla storia, e che egli non necessita di essere salvato da alcune realtà mondana o ideologia contemporanea;
3. presenta un'ammirazione per la Chiesa di Cristo, anche quando si presenta in condizioni di povertà e umiltà, venerandola come madre e fondamento della verità.

A ciò si aggiunge la devozione mariana.